# 1951
Évszázadok: 19. század – 20. század – 21. század
Évtizedek: 1900-as évek – 1910-es évek – 1920-as évek – 1930-as évek – 1940-es évek – 1950-es évek – 1960-as évek – 1970-es évek – 1980-as évek – 1990-es évek – 2000-es évek
Évek: 1946 – 1947 – 1948 – 1949 –  1950 – 1951 – 1952 – 1953 – 1954 – 1955 – 1956

## Események

### Határozott dátumú események
- január 28. – A lengyel kormány rendeletet ad ki az egyházi közigazgatás felszámolásáról az ország nyugati és északi területein.[1]
- január 30. – A jugoszláv diplomáciai kapcsolatok felvétele Ausztriával.[2]
- február 5–10. – Parlamenti választások Aranyparton, ahol a Népi Konvenció Párt (CCP) a 38 vidéki és községtanácsi mandátumból 34-et szerez meg.[3]
- február 15. – Párizsban megnyitják az európai hadsereg felállításával foglalkozó, a francia kormány által összehívott konferenciát.[4]
- február 21–24. – A Csehszlovákia Kommunista Pártja (CSKP) KB ülése kizárja a pártból a „burzsoá nacionalizmus” képviselőit – Gustáv Husákot és társait – és döntést hoz az ötéves terv feladatainak és tervszámainak növeléséről. (Husákék kizárását azonnali letartóztatásuk követi.)[5]
- március 6. – A Rosenberg házaspár pere az Amerikai Egyesült Államokban.
- március 10. – Magyarországon munkanappá nyilvánítják március 15.ét.[6]
- április 2. – Az Európai Szövetséges Főparancsnokság a Szövetséges Hatalmak Legfelsőbb Főhadiszállásával a Párizs melletti Rocquencourt-ba települ.[4]
- április 11. – Truman elnök felmenti beosztásából Douglas MacArthur tábornokot, és Matthew Ridgway altábornagyot nevezi ki helyette a Koreai-félszigeten állomásozó ENSZ-erők élére.[7]
- április 18. – Az Európai Szén- és Acélközösségről szóló szerződés aláírása.[8]
- április 20. – A munkásmozgalmi vezetők elleni koncepciós perek keretében őrizetbe veszik Kádár János volt belügyminisztert.[9]
- május 3. – A Védelmi Bizottságot és a Védelmi Pénzügyi és Gazdasági Bizottságot beolvasztják az Észak-atlanti Tanácsba.[4]
- május 14. – A Magyar Állami Népi Együttes első bemutatója a Városi Színházban.
- május 19. – Az Országgyűlés elfogadja az Állami Egyházügyi Hivatalról szóló törvényt.[10]
- május 21–július 18. – A Rákosi-rendszer társadalmi osztály alapon több mint 5000 családot, legalább 12–14 ezer személyt kitelepített Budapestről.[11][12]
- június 1. – A honvédség neve Magyar Néphadseregre változik.[13]
- június 2. – Az Államvédelmi Hatóság váci fegyházában meghal Hóman Bálint egykori vallás- és közoktatásügyi miniszter.[14]
- június 3–4. – A Jugoszláv Kommunista Párt Központi Bizottságának (JKP KB) plénuma törvénytelennek minősíti a „kominformistákkal” és a kollektivizálódás ellen tiltakozókkal szemben alkalmazott vizsgálati módszereket. (Részleges rehabilitáció kezdődik.)[2]
- június 17. – Megkezdődik a „volt kizsákmányolók” kitelepítése Budapestről.[6]
- június 19. – Az Észak-atlanti Szerződés Szervezete országai megállapodást írnak alá haderőik státuszáról.[4]
- június 30. – Lezárul a Marshall-terv segélyezési programja.
- július 11. – A csehszlovák nemzetgyűlés törvényt fogad el a határok védelméről.[15]
- július 21. – A Katolikus Püspöki Kar felesküszik az alkotmányra.[6]
- július 22. – A Horthy-házaspár aranylakodalma a portugáliai Estorilban.[16]
- július 26. – A csehszlovák munkaerő-átszervezési kormánybizottság jelentése szerint 1949 óta 77 500 adminisztratív dolgozót „irányítottak át” az iparba.[15]
- július 28. – Genfben, egy különleges ENSZ-konferencián elfogadják a menekültek jogállásáról szóló egyezményt.
- július 30.–augusztus 7. – A bukaresti katonai törvényszék vád alá helyezi és elítéli Márton Áron püspököt és társait (Szász Pál, az Erdélyi Magyar Gazdasági Egyesület volt elnöke, Kurkó Gyárfás, a Magyar Népi Szövetség volt elnöke, Venczel József volt egyetemi tanár, Lakatos István szociáldemokrata politikus, Teleki Ádám, az Erdélyi Gazda volt főszerkesztője, Korparich Ede, a Kaláka Szövetkezeti Központ volt elnöke, Bodor Bertalan. a Kolozsvári Takarékpénztár és Hitelbank volt igazgatója). A vád szerint Rajk László irányításával vissza akarták állítani a kapitalizmust és el akarták szakítani Erdélyt Romániától.[17]
- augusztus 20–21. – Éjszaka Máriaradnára hurcolják az összes erdélyi ferencest és a laikus testvéreket.[17]
- augusztus 24. – Letartóztatják Jakab Antalt, a gyulafehérvári római katolikus egyházmegye ordináriusát, és Erőss Lajos kolozsvári káplánt, akik szemben állnak a kommunista hatalom által támogatott, egyházjogi szempontból illegitim egyházvezetéssel.[17]
- augusztus 27. – Jugoszlávia gazdasági egyezményeket köt az USA-val, az Egyesült Királysággal és Franciaországgal. (1955-ig Jugoszlávia e 3 államból 490 millió USD értékben kap gazdasági segélyt.)[2]
- szeptember 6. – A CSKP KB ülésén Rudolf Slánský főtitkárt teszik felelőssé a gazdaságszervezésben elkövetett hibákért és leváltják tisztségéből.[15]
- szeptember 17. – A bukaresti katonai törvényszék koncepciós perben 18 év fogságra ítéli Pacha Ágoston temesvári megyéspüspököt, életfogytiglani kényszermunkára Boros Béla ordinarius substitust, életfogytiglani fegyházra Joseph Schubert(wd) bukaresti ordinarius substitust.[17]
- szeptember 20. – A tagországok megállapodást írnak alá Ottawában a NATO nemzeti képviselők és a Nemzetközi Titkárság státuszáról (Polgári Státusz Megállapodás).[4]
- október 9–11. – Megtartja első ülését Párizsban az Ideiglenes Tanács Bizottsága, amelyet az Észak-atlanti Tanács hoz létre azzal a céllal, hogy összeegyeztesse a kollektív biztonság követelményeit a tagországok politika és gazdasági képességeivel.[4]
- október 17–22. – Londonban Görögország és Törökország aláírja az Észak-atlanti Szerződés Szervezetéhez való csatlakozásról szóló jegyzőkönyvet.[4]
- november 1. – Megalakul a 103. Önálló Hadműveleti Rádiófelderítő Zászlóalj. (Feladatát a hadműveleti-harcászati szintű felderítés képezte, és tábori körülmények között működött Izbég-Annavölgy térségében.)[18]
- november 11. – Anasztasz Mikoján közvetítésével Sztálin a csehszlovák pártvezetés tudtára adja, hogy Slánský lesz a „csehszlovákiai Rajk”, akit november 23-án le is tartóztatnak.[15]
- november 14. – Amerikai–jugoszláv katonai egyezmény.
- november 19. – Felavatják a NATO Védelmi Kollégiumát Párizsban[4] (amelyet 1966. október 10-én Rómába helyeznek át).
- december 8. – Jugoszlávia és az NSZK nagyköveti szintre emeli diplomáciai kapcsolatát.[2]
- december 11. – Az inotai hőerőmű megkezdi működését.[6]
- december 18. – A Budapesti Megyei Bíróság Kádár Jánost bűnösnek találja és életfogytig tartó börtönbüntetésre ítéli.[9]
- december 24. – Volt észak-afrikai olasz gyarmatokból megalakul Líbia, mint királyság.
- december 27–29. – A piacorientált gazdaság kialakítását célzó első törvények elfogadása Jugoszláviában.

### Határozatlan dátumú események
- április vége – Letartóztatják Kádár Jánost.[6]
- az év folyamán –
  - Az ausztriai népszámláláson mindössze 11000-en vallják magukat magyarnak.
  - Megkezdődik Romániában az első ötéves terv.

Második Békekölcsön jegyzési igazolása

- - Takarékossági kampány Magyarországon.
  - Egész évben folyik a szocializmustól idegennek tekintett köztéri szobrok eltávolítása.
  - Az iráni olajipar államosítása.
  - A karhatalommal is támogatott begyűjtés és a kvóták folyamatos emelkedése ellenére romlik az ellátás.
  - Budapesten újra bevezetik a húsjegyet, de az év végére megszűnik a jegyrendszer az egész országban.
  - Tibet megőrzi autonómiáját a Kínai Népköztársaságon belül.
  - A magyar úszósport új csillaga Csordás György.
  - A „volt kizsákmányolókat” kitelepítik Budapestről.
  - Az ENSZ összesítése szerint a kommunisták vesztesége a koreai háborúban mintegy 890 ezer fő, míg az ENSZ csapatok 248 055 katonát vesztettek. A rendkívül véres harcok után két évig tartó béketárgyalások kezdődnek a fegyverszünetről.
  - Megkezdődik a második békekölcsön jegyzése.
  - Az év közepéig 67 államból 17 szüntette meg a hadiállapotot Németországgal.
  - Divatba jön a műszálas ruha.
  - Árvíz Észak-Olaszországban.
  - Kínában felosztják a nagybirtokokat, államosítják a bankokat és a nagyvállalatokat.
  - Milton Margai megalapítja a Sierra Leone-i Néppártot (Sierra Leone People’s Party – SLPP).
  - Lengyelország az Ukrán SZSZK-val kb. 480 km² területet cserél ki Galíciában, és visszaadja Csehszlovákiának az Olzán túli területet.[1]

## Az év témái

### 1951 az irodalomban
- Isaac Asimov: Alapítvány (regény)
- Samuel Beckett: Molloy (regény)
- Truman Capote: A fűhárfa (regény)
- Friedrich Dürrenmatt: A gyanú (regény)
- Eugène Ionesco: Különóra (dráma)
- Jerome David Salinger: Zabhegyező (regény)
- Nagy László: A tüzér és a rozs (verseskötet)
- Tennessee Williams: Tetovált rózsa (dráma)

### 1951 a sportban
- A Formula–1-es világbajnokságot Juan Manuel Fangio nyeri Alberto Ascari előtt.
- Vívó-világbajnokság Stockholmban. Elek Ilona és a magyar férfi kardcsapat aranyérmet nyer.
- Ökölvívó-Európa-bajnokság Milánóban. Papp László nagyváltósúlyban Európa-bajnoki címet nyer.
- Főiskolai világbajnokság Berlinben. A magyar csapat 40 arany-, 35 ezüst- és 21 bronzérmet nyer.
- 1951-es NB 1 győztese a Budapesti Bástya SE (MTK). Ez a klub 16. bajnoki címe.

### 1951 a tudományban
- december 20. – Az EBR-1 atomreaktor által termelt árammal először világít 4 villanykörte.[19]

### 1951 a vasúti közlekedésben
- április 29. – Megindul a gyorsvasút Budapest és Csepel között.[6]
- november 4. – Megnyílik a Galgamácsa és Vácrátót közötti vasútvonal.
- december 15. – Átadják a Pusztaszabolcs és Sztálinváros (ma Dunaújváros) közötti vasútvonalat.

## Születések
- január 12. – Kirstie Alley Golden Globe-díjas amerikai színésznő († 2022)
- január 28. – Leonyid Kosztyantinovics Kadenyuk ukrán űrhajós († 2018)
- január 30. – Phil Collins angol zenész
- február 1. – Cselényi László televíziós rendező, szerkesztő, egyetemi tanár († 2024)
- február 14. – Kevin Keegan kétszeres aranylabdás angol válogatott labdarúgó, csatár, edző. A Brit Birodalom Rendje tiszti fokozatának (OBE) birtokosa
- február 19. – Horace Andy (szül. Horace Hinds) jamaicai-brit popzenész, reggae-énekes, a Massive Attack tiszteletbeli tagja
- március 2. – Balázs Fecó Kossuth- és Liszt Ferenc-díjas magyar énekes, zeneszerző († 2020)
- március 11. – Palotás Dezső erdélyi magyar költő, író, grafikus († 1999)
- március 21. – Jimmie Vaughan amerikai blues zenész, gitáros
- március 29. – Roger Myerson amerikai közgazdász (megosztva kapta a 2007-es Közgazdasági Nobel-emlékdíj-at)
- március 30. – Romsics Ignác Széchenyi-díjas magyar történész
- április 3. – Budai Ilona Kossuth-díjas magyar népdalénekesnő, a nemzet művésze († 2023)
- április 26. – Kukorelly Endre író, költő, a Magyar Lettre Internationale szerkesztője
- április 27. – Jim Justice amerikai üzletember és politikus
- április 29. – Dale Earnhardt amerikai NASCAR autóversenyző († 2001)
- április 30. – Hegyi Gyula filmkritikus, politikus
- április 30. – Jacek Rostowski lengyel politikus, pénzügyminiszter
- május 15. – Frank Wilczek amerikai fizikus, professzor az MIT-n
- május 19. – Jancsó Sarolta színésznő
- június 15. – Havril András nyá. vezérezredes, a Honvéd Vezérkar volt főnöke
- június 27. – Leonard Fraser elítélt queenslandi sorozatgyilkos († 2007)
- június 29. – Don Rosa, a ma élő legnagyobb Donald kacsa-rajzoló
- július 1. – Gedővári Imre olimpiai bajnok vívó
- július 2.
  - Fabio Frizzi olasz zeneszerző, filmzeneszerző
  - Pataky Attila magyar rockénekes
- július 4. – Grandpierre Attila magyar csillagász, zenész, énekes, író, költő, a fizikai tudományok (csillagászat) kandidátusa.
- július 6. – Végvári Ádám énekes, zeneszerző, gitáros (Neoton Família)
- július 8. – Anjelica Huston amerikai színésznő
- július 21. – Robin Williams amerikai színész († 2014)
- augusztus 6. – Catherine Hicks amerikai színésznő
- augusztus 11. – Róža Domašcyna szorb költő, műfordító, író
- augusztus 19. – John Deacon angol zenész, a Queen együttes basszusgitárosa
- augusztus 20. – Greg Bear amerikai sci-fi-író
- augusztus 24. – Orson Scott Card amerikai író
- augusztus 26. – Edward Witten amerikai fizikus, matematikus
- szeptember 1. – Nicu Ceaușescu román politikus, Nicolae Ceaușescu fia († 1996)
- szeptember 1. – Timothy Zahn, amerikai sci-fi-író
- szeptember 2. – Mark Harmon, amerikai színész
- szeptember 8. – Markó Béla, erdélyi magyar író és költő, tanár, politikus
- szeptember 9. – Tordasi Ildikó vívó, olimpiai bajnok († 2015)
- szeptember 12. – Joe Pantoliano amerikai színész
- szeptember 15. – Johan Neeskens holland válogatott, kétszeres világbajnoki ezüstérmes labdarúgó, edző
- szeptember 16. – René van de Kerkhof holland válogatott, kétszeres világbajnoki ezüstérmes labdarúgó, edző
- szeptember 16. – Willy van de Kerkhof holland válogatott, kétszeres világbajnoki ezüstérmes labdarúgó, edző
- szeptember 23. – Tőkéczki László Széchenyi-díjas magyar történész († 2018)
- szeptember 27. – Baczakó Péter olimpiai bajnok súlyemelő († 2008)
- szeptember 30. – Barry Marshall fiziológiai és orvostudományi Nobel-díjas orvos
- október 2. – Sting előadóművész, színész, a Police együttes egyik alapító tagja
- október 5. – Bob Geldof ír zenész
- október 23. – Fatmir Sejdiu Koszovó elnöke
- október 24. – Orosz István Munkácsy Mihály-díjas grafikusművész
- október 31. – Zombori Sándor magyar válogatott labdarúgó, újságíró, a Sport TV szakkommentátora
- november 8. – Gujdár Sándor magyar labdarúgó, kapus, kapusedző
- november 24. – Szabó Ildikó filmrendező, színésznő, jelmeztervező
- november 25. – Johnny Rep holland válogatott, kétszeres világbajnoki ezüstérmes labdarúgó, edző
- november 26. – Cicciolina (eredetileg: Staller Ilona) magyar származású olasz pornó-színésznő, politikus, képviselő
- december 1. – Jaco Pastorius amerikai jazz basszusgitáros és zeneszerző († 1987)
- december 5. – Menszátor Magdolna magyar színésznő, szinkronszínész
- december 12. – Müller Péter Sziámi költő, zenész, filmrendező
- december 18. – Böszörményi Zoltán író, költő, szerkesztő, üzletember

## Halálozások
- január 27. – Carl Gustaf Emil von Mannerheim finn marsall, politikus, hadvezér a II. világháború idején (* 1867)
- február 12. – Bajor Gizi Kossuth-díjas, kiváló művész, a Nemzeti Színház örökös tagja (* 1893)
- február 19. – André Gide, francia író, esszéista (* 1869)
- március 11. – Zsupánek János magyarországi szlovén költő (* 1861)
- március 17. – Habsburg–Tescheni Károly Albert főherceg osztrák főherceg, magyar és cseh királyi herceg, császári és királyi tüzérezredes, majd a lengyel hadsereg tábornoka, földbirtokos (* 1888)
- március 22. – Almásy László, Afrika-kutató (* 1895)
- március 23. – Henryk Floyar-Rajchman lengyel őrnagy, ipari és kereskedelmi miniszter (* 1893)[20]
- március 25. – Mechlovits Zoltán, hatszoros világbajnok asztaliteniszező (* 1891)
- március 28. – Nagy István magyar földbirtokos, zalai helyi politikus, országgyűlési képviselő (* 1882)
- április 15. – Müller Antal magyar szabó, szakiparos, országgyűlési képviselő (* 1885)
- április 29. – Ludwig Wittgenstein, osztrák születésű angol filozófus (* 1889)
- május 22. – Jacobi Roland, négyszeres világbajnok asztaliteniszező (* 1893)
- május 29. – Maróczy Géza, nemzetközi sakknagymester (* 1870)
- június 2. – Hóman Bálint egykori vallás- és közoktatásügyi miniszter (* 1885)
- június 4. – Szergej Alekszandrovics Kuszevickij orosz-amerikai nagybőgős és karmester (* 1874)
- június 19. – Egry József, festőművész (* 1883)
- július 11. – Tegzes László magyar cserkészvezető, jogász, újságíró, országgyűlési képviselő (* 1907)
- július 13. – Arnold Schönberg osztrák zeneszerző (* 1874)
- július 23. – Henri Philippe Pétain francia marsall, miniszterelnök, köztársasági elnök (* 1856)
- szeptember 1. – Wols, eredeti nevén Alfred Otto Wolfgang Schulze, német festő, grafikus és fotográfus (* 1913)
- szeptember 23. – Simon Ferenc magyar gazdálkodó, országgyűlési képviselő (* 1893)
- október 2. – Kozma István, honvéd altábornagy (* 1896)
- november 25. – Friedrich István, politikus, miniszterelnök (* 1883)
- december 20. – Szergej Ivanovics Ognyov, orosz zoológus és természettudós, aki az emlősök tanulmányozásában szerzett hírnevet (* 1886)

## Nobel-díjasok
- A Nobel-díjat a svéd Alfred Nobel alapította, 1901 óta adják át, melyet a Svéd Királyi Tudományos Akadémia ítél oda a tudomány, az irodalom és humanitárius területen kimagasló eredményt elért magánszemélyeknek, illetve intézményeknek.

| Fizikai            | John Cockcroft, Ernest Walton       |
| Kémiai             | Edwin M. McMillan, Glenn T. Seaborg |
| Orvosi-fiziológiai | Max Theiler                         |
| Irodalmi           | Pär Fabian Lagerkvist               |
| Béke               | Léon Jouhaux                        |